# Aminagar Sarai
Aminagar Sarai é uma vila e uma nagar panchayat no distrito de Baghpat, no estado indiano de Uttar Pradesh.

## Demografia
Segundo o censo de 2001, Aminagar Sarai tinha uma população de 10,114 habitantes. Os indivíduos do sexo masculino constituem 52% da população e os do sexo feminino 48%. Aminagar Sarai tem uma taxa de literacia de 59%, inferior à média nacional de 59.5%; com 61% para o sexo masculino e 39% para o sexo feminino. 17% da população está abaixo dos 6 anos de idade.